# Nationale Voorleesdagen
De Nationale Voorleesdagen worden sinds 2003 door de CPNB georganiseerd op initiatief van Stichting Lezen. De Nationale Voorleesdagen worden jaarlijks gehouden om het voorlezen aan jonge kinderen die zelf nog niet kunnen lezen te stimuleren. Ieder jaar wordt naast het Prentenboek van het Jaar ook de Prentenboeken TopTien gekozen. De uitverkoren prentenboeken staan centraal in de activiteiten die tijdens De Nationale Voorleesdagen worden georganiseerd.

## Prentenboek van het Jaar en Prentenboeken TopTien
Het Prentenboek van het Jaar werd in 2004 voor het eerst uitgereikt tijdens de eerste Nationale Voorleesdagen. Het is een voortzetting van de Kiekeboekprijs, die in 1994 werd ingesteld door bibliotheken uit Groningen en Drenthe. 
Het doel van de campagne is om bij het publiek het belang van voorlezen onder de aandacht te brengen: voorlezen ontwikkelt gevoel voor taal, liefde voor boeken en een sterkere band tussen volwassene en kind. Vandaar dat vanaf 2019 de campagne de boodschap uitdraagt voorlezen maakt je leuker! De campagne moet ervoor  zorgen dat (groot)ouders en verzorgers het voorlezen tot een dagelijks ritueel maken.   
Ieder jaar kiest een comité van vijf vakspecialisten vanuit de bibliotheek, boekhandel en onderwijs (vroeger alleen jeugdbibliothecarissen) uit het aanbod prentenboeken van het voorafgaande jaar zowel het Prentenboek van het Jaar als de Prentenboeken TopTien. Criteria die daarbij gehanteerd worden zijn naast een goed verhaal en aantrekkelijke illustraties ook of een prentenboek voldoende aanknopingspunten biedt voor interactie met peuters en kleuters. 
In de kring van prentenboekenmakers en jeugdboekrecensenten wordt er regelmatig kritiek geleverd op het veelvuldige toekennen van het Prentenboek van het Jaar aan niet- Nederlandstalige prentenboekmakers c.q. prentenboeken. Door de grootschalige publiciteit betekent de prijs vaak een flinke stimulans voor de carrière van een prijswinnende prentenboekenmaker.
Het Prentenboek van het Jaar wordt in een mini-editie voor een aantrekkelijke prijs verkocht in de boekwinkel om zoveel mogelijk mensen de mogelijkheid te geven het in huis te halen. In de bibliotheek is het boek ook beschikbaar, en speciaal vingerpoppetje om het voorlezen aantrekkelijker te maken wordt er uitgedeeld in aan nieuwe jonge leden. Vooral bibliotheken, peuterspeelzalen en kinderdagverblijven organiseren veel voorleesactiviteiten tijdens de campagne; de illustrator/auteur van het Prentenboek van het Jaar wordt tijdens de campagne veel uitgenodigd voor een bezoek.  
Tweemaal werd een prentenboek van eenzelfde auteur/illustrator uitverkoren tot Prentenboek van het Jaar. In 2007 en 2010 viel de eer te beurt aan de Vlaming Guido Van Genechten. En in 2008 en 2019 aan de in Londen woonachtige Tsjech Petr Horácek.    
| Prentenboek van het jaar | Prentenboek van het jaar               | Prentenboek van het jaar           | Prentenboek van het jaar | Prentenboek van het jaar | Prentenboek van het jaar |
| Jaar                     | Titel                                  | Auteur / illustrator               | Uitgever                 | Nederlandse vertaling    | Oorspronkelijke titel    |
| ------------------------ | -------------------------------------- | ---------------------------------- | ------------------------ | ------------------------ | ------------------------ |
| 2004                     | Ik wil de maan                         | Jonathan Emmett en Vanessa Cabban  | Van Goor                 | Annelies Jorna           | Bringing Down The Moon   |
| 2005                     | Wat nu, Olivier?                       | Phyllis Root en Christopher Denise | Lemniscaat               | L.M. Niskos              | Oliver finds his way     |
| 2006                     | Dat ben jij, Kiki!                     | Amy Hest en Jill Barton            | Lemniscaat               | L.M. Niskos              | Guess who, Baby Duck!    |
| 2007                     | De Kleine Kangoeroe                    | Guido Van Genechten                | Clavis                   |                          |                          |
| 2008                     | Kleine muis zoekt een huis             | Petr Horácek                       | Gottmer                  | J.H. Gever               | A new house for Mouse    |
| 2009                     | Anton kan toveren                      | Ole Könnecke                       | Gottmer                  | J.H. Gever               | Anton kann zaubern       |
| 2010                     | De Wiebelbillenboogie                  | Guido Van Genechten                | Clavis                   |                          |                          |
| 2011                     | Fiet wil rennen                        | Bibi Dumon Tak en Noëlle Smit      | Querido                  |                          |                          |
| 2012                     | Mama kwijt                             | Chris Haughton                     | Gottmer                  | J.H. Gever               | A bit lost               |
| 2013                     | Nog 100 nachtjes slapen                | Milja Praagman                     | Leopold                  |                          |                          |
| 2014                     | Krrrr...okodil!                        | Catherine Rayner                   | C. de Vries-Brouwers     | Ineke Ris                | Solomon crocodile        |
| 2015                     | Boer Boris gaat naar zee               | Ted van Lieshout en Philip Hopman  | Gottmer                  |                          |                          |
| 2016                     | We hebben er een geitje bij!           | Marjet Huiberts en Iris Deppe      | Gottmer                  |                          |                          |
| 2017                     | De kleine walvis                       | Benji Davies                       | Luitingh-Sijthoff        | Edward van de Vendel     | The storm whale          |
| 2018                     | Ssst! De tijger slaapt                 | Britta Teckentrup                  | Gottmer                  | J.H. Gever               | Don't wake up the tiger! |
| 2019                     | Een huis voor Harry                    | Leo Timmers                        | Querido                  |                          |                          |
| 2020                     | Moppereend                             | Joyce Dunbar en Petr Horáček       | Lemniscaat               | Jesse Goossens           | Grumpy Duc               |
| 2021                     | Coco kan het!                          | Loes Riphagen                      | Gottmer                  |                          |                          |
| 2022                     | Maar eerst ving ik een monster         | Tjibbe Veldkamp en Kees de Boer    | Lemniscaat               |                          |                          |
| 2023                     | Maximilian Modderman geeft een feestje | Joukje Akveld en Jan Jutte         | Lanoo                    |                          |                          |
| 2024                     | Help! Een verrassing!                  | Miriam Bos                         | Lemniscaat               |                          |                          |

## Het Nationale Voorleesontbijt
Jaarlijks worden bekende Nederlanders uitgenodigd om voor te lezen tijdens Het Nationale Voorleesontbijt om te laten zien dat ook zij voorlezen belangrijk vinden. Prinses Laurentien stelt zich daarbij op als een echte (voor)leesambassadeur. Naast deze zogenaamde landelijke vip-voorleesontbijten organiseren basisscholen, peuterspeelzalen en kinderdagverblijven ook zelf ieder jaar voorleesontbijten met lokale bekendheden. 